# Горькореченское муниципальное образование
Горькореченское сельское поселение — муниципальное образование в составе Новоузенского района Саратовской области. Административный центр — посёлок Основной. На территории поселения находятся 7 населённых пунктов — 1 посёлок, 6 хуторов .

## Население
| 2010  | 2011  | 2012  | 2013  | 2014  | 2015  | 2016  |
| ----- | ----- | ----- | ----- | ----- | ----- | ----- |
| 1445  | ↘1444 | ↘1400 | ↘1367 | ↘1344 | ↘1326 | ↘1306 |
| 2017  | 2018  | 2019  | 2020  | 2021  |       |       |
| ↘1297 | ↘1283 | ↘1232 | ↘1213 | ↘831  |       |       |

## Состав сельского поселения
| № | Населённый пункт | Тип населённого пункта          | Население |
| - | ---------------- | ------------------------------- | --------- |
| 1 | Глухов           | хутор                           | 5         |
| 2 | Карский          | хутор                           | 4         |
| 3 | Новодевичий      | хутор                           | 7         |
| 4 | Основной         | посёлок, административный центр | ↘1095     |
| 5 | Песчаный Мар     | хутор                           | ↘152      |
| 6 | Черешков         | хутор                           | 4         |
| 7 | Шукеев           | хутор                           | ↘178      |